# رایرشید
رایرشید (به آلمانی: Rayerschied) یک شهر در آلمان است که در راین-هونسروک واقع شده‌است. رایرشید ۱۱۳ نفر جمعیت دارد.